# Pierre de Massot
 (septembre 2018).
Si vous disposez d'ouvrages ou d'articles de référence ou si vous connaissez des sites web de qualité traitant du thème abordé ici, merci de compléter l'article en donnant les références utiles à sa vérifiabilité et en les liant à la section « Notes et références ».
Pierre de Massot né à Lyon le 10 avril 1900 et mort à Paris le 3 janvier 1969, est un écrivain français, lié au dadaïsme et au surréalisme.

## Biographie
Sixième enfant du comte et de la comtesse de Massot de Lafond, Pierre de Massot fait ses classes à l'Externat Saint-Joseph de Lyon, l'actuel Lycée Saint-Marc.
Il a perpétué dans plusieurs de ses ouvrages le souvenir d'Erik Satie, qu'il a connu par l'entremise de son ami peintre dadaïste Francis Picabia - Francis Picabia auquel il a par ailleurs consacré une monographie, publiée sur le tard de sa vie, aux Éditions Seghers.
Proche de Jean Cocteau, Max Jacob et André Gide, dont il fut quelque temps secrétaire, il a également été lié avec le peintre Marcel Duchamp, l'écrivain Tristan Tzara et le tragédien Édouard de Max.
Le 6 juillet 1923, une soirée Dada organisée par Tristan Tzara, au théâtre Michel, est chahutée par les surréalistes André Breton, Robert Desnos, Paul Éluard et Benjamin Péret. Pierre de Massot a le bras cassé d'un coup de canne de Breton, tandis que Tzara en appelle à la police. Cette soirée, dite du « Cœur à barbe » pour la postérité, marque la rupture définitive entre dadaïstes et surréalistes.
Partageant néanmoins les idées révolutionnaires des surréalistes, Pierre de Massot signe le manifeste La Révolution d'abord en 1925.
Il publie coup sur coup des études sur Saint-Just et Étienne Marcel qui révèlent ses affinités de fond avec la pensée du groupe d'André Breton.
Il publie des poèmes en prose dans la revue Manomètre éditée par Emile Malespine à Lyon.
Il quitte le mouvement lors de son adhésion au Parti communiste français en 1936.
Durant la guerre, il cache André Suarès, en le faisant passer pour son père. C'est lui qui conduira le cercueil de l'écrivain en 1948.
Il entretient par ailleurs des liens féconds avec André Breton, jusqu'à la mort de ce dernier.
Pierre de Massot fut l'un des signataires du Manifeste des 121, sous-titré « Déclaration sur le droit à l’insoumission dans la guerre d’Algérie », paru en septembre 1960.

## Œuvres
- De Mallarmé à 391, 1922
- Essai de critique théâtrale, avec un portrait de l'auteur par Pablo Picasso, 1922
- The Wonderful Book. Reflections on Rrose Selavy, avec des jeux de mots de Marcel Duchamp, Paris-Passy, imprimerie Ravilly, 1924.
- Saint-Just ou le divin bourreau, 1925
- Portrait d'un bull-dog, avec des photographies de Berenice Abbott, 1926
- Soliloque de Nausicaa, avec des dessins de Jean Cocteau, 1928
- Prolégomènes à une éthique sans métaphysique, avec des dessins de Kristians Tonny, 1930
- Mon corps, ce doux-démon, (avec un portrait de l'auteur par Jacques Villon et une lettre-préface d'André Gide), 1959
- Oui, notules sur Erik Satie et lettres du compositeur à l'auteur, avec un dessin de Georges Braque, 1960
- Le Mystère des maux, 1961
- Marcel Duchamp, 1965
- Francis Picabia, 1966
- D-S, 1967
- André Breton ou le Septembriseur, 1967
- Le Déserteur. Œuvre poétique 1923-1969, textes rassemblés et présentés par Gérard Pfister, avec des portraits de l'auteur par Pablo Picasso, Francis Picabia, Max Ernst, Georges Malkine, Éditions Arfuyen, 1992